# Pionierbrigade 70
Das Pionierbrigade 70 war eine der Pionierbrigaden des Heeres der Bundeswehr. Der Stabssitz war Gera. Die Pionierbrigade unterstand zuletzt dem Wehrbereichskommando VII / 13. Panzergrenadierdivision.

## Geschichte

### Aufstellung
Nach Ende des Ost-West Konflikts wurde die Struktur der Pioniertruppe zur Einnahme der Heeresstruktur V bzw. V (N) geändert. Ein Großteil der Pioniertruppe des Feld- und Territorialheeres in Westdeutschland war bisher in Pionierkommandos gegliedert. Die westdeutschen Korps führten als Korpstruppen je ein Pionierkommando. Analog führten die westdeutschen Territorialkommandos ebenfalls entweder ein direkt unterstelltes Pionierkommando bzw. im Falle des Territorialkommandos Schleswig-Holstein ein Pionierregiment vergleichbarer Größe. In Westdeutschland waren auf Ebene der meisten Divisionen Pionierbataillone als Teil der Divisionstruppen ausgeplant; im westdeutschen Territorialheer führte analog jedes Wehrbereichskommando ein Pionierregiment.
In der neuen Struktur wurde die Masse der oben aufgezählten Truppenteile der Pioniere des Feld- und Territorialheers – soweit diese nicht außer Dienst gestellt wurden – in neu aufgestellten Pionierbrigaden zusammengefasst. Die Pionierbrigaden wurden jeweils einem Stab eines Wehrbereichskommandos/Division unterstellt. Diese fusionierten Großverbände neuen Typs vereinten Truppenteile und Aufgaben des bisherigen Feld- und Territorialheeres. Erst im Verteidigungsfall wären die Verbände voraussichtlich wieder getrennt worden. Ähnliches galt für die Pionierbrigaden. Im Zuge der Übernahme ostdeutscher Truppenteile durch die Bundeswehr bzw. der Neuaufstellung ostdeutscher Truppenteile wurde dieses neue Gliederungsprinzip konsequenter und früher umgesetzt: das neu aufgestellte ostdeutsche Korps und das neu aufgestellte Territorialkommando wurden von Beginn an aus einem fusionierten Stab geführt. Analog wurden die neuen ostdeutschen Divisionen und Wehrbereichskommandos konsequent als fusionierte Großverbände aufgestellt. Daher wurden auch die beiden ostdeutschen Pionierbrigaden 70 und 80 früher als die westdeutschen Pionierbrigaden ausgeplant.
Die Pionierbrigade 70 wurde am 1. April 1991 in der Pionier-Kaserne in Gera aufgestellt und der etwa zeitgleich aufgestellten Division / Wehrbereichskommando VII unterstellt. Dieser Großverband führte ab 1995 die Bezeichnung Wehrbereichskommando VII / 13. Panzergrenadierdivision.

### Auflösung
Etwa zeitgleich mit der Auftrennung des Wehrbereichskommandos VII / 13. Panzergrenadierdivision und der bald darauf folgenden Außerdienststellung des Wehrbereichskommandos VII wurde die Pionierbrigade 70 am 30. Juni 2003 außer Dienst gestellt.

## Kommandeure
- 1998 – 2001: Götz Steinle

## Verbandsabzeichen

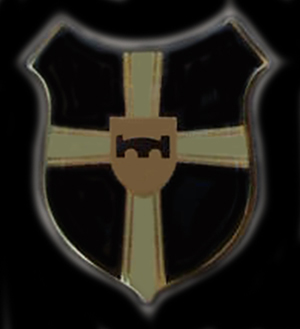
Internes Verbandsabzeichen des Stabes/Stabskompanie

Die Pionierbrigade führte anders als die meisten anderen Brigaden des Heeres kein eigenes Verbandsabzeichen. Die Soldaten trugen daher das Verbandsabzeichen des übergeordneten Wehrbereichskommandos bzw. der übergeordneten Division.
Als „Abzeichen“ wurde daher unpräzise manchmal das interne Verbandsabzeichen des Stabes und der Stabskompanie „pars pro toto“ für die gesamte Pionierbrigade genutzt. Es zeigte im Wesentlichen das Eiserne Kreuz als Hoheitszeichen der Bundeswehr, sowie eine stilisierte Brücke, die ähnlich im Barettabzeichen der Pioniertruppe abgebildet war. Die Brücke taucht ähnlich in den anderen internen Verbandsabzeichen der Stäbe und der Stabskompanien der übrigen Pionierbrigaden auf. Die schwarze Grundfarbe des Schildes entsprach der Waffenfarbe der Pioniertruppe sowie der Grundfarbe des Schildes des Stadtwappens von Gera.